# Olympische Jugend-Sommerspiele 2010/Trampolinturnen
Bei den Olympischen Jugend-Sommerspielen 2010 in Singapur wurden am 20. August 2010 zwei Wettbewerbe im Trampolinturnen ausgetragen. Die Wettkämpfe fanden in der Bishan Sports Hall statt.

## Jungen (Einzel)
Die Wettkämpfe wurden am 20. August 2010 ausgetragen.
| Platz | Land                | Athlet             | Punkte |
| ----- | ------------------- | ------------------ | ------ |
| 1     | Ukraine             | Oleksandr Satin    | 41,000 |
| 2     | Volksrepublik China | He Yuxiang         | 40,700 |
| 3     | Japan               | Ginga Munetomo     | 40,000 |
| 4     | Griechenland        | Apostolos Koutavas | 39,200 |
| 5     | Deutschland         | Oliver Amann       | 38,500 |
| 6     | Belarus             | Aleh Rabzau        | 37,300 |

## Mädchen (Einzel)
Die Wettkämpfe wurden am 20. August 2010 ausgetragen.
| Platz | Land                | Athletin               | Punkte |
| ----- | ------------------- | ---------------------- | ------ |
| 1     | Volksrepublik China | Dong Yu                | 39,900 |
| 2     | Belarus             | Swjatlana Makschtarowa | 37,700 |
| 3     | Japan               | Chisato Doihata        | 36,700 |
| 4     | Kanada              | Mariah Madigan         | 35,600 |
| 5     | Vereinigte Staaten  | Savannah Vinsant       | 33,500 |
| 6     | Australien          | Madeleine Johnson      | 33,400 |

 Simone Scherer belegte den 7. Platz (31,200 Punkte).

 Leonie Adam belegte in der Qualifikation den 12. Platz (37,200 Punkte).